# Psalidister distinctus
Psalidister distinctus är en skalbaggsart som beskrevs av August Reichensperger 1935. Psalidister distinctus ingår i släktet Psalidister och familjen stumpbaggar. Inga underarter finns listade i Catalogue of Life.